# Grawimetria

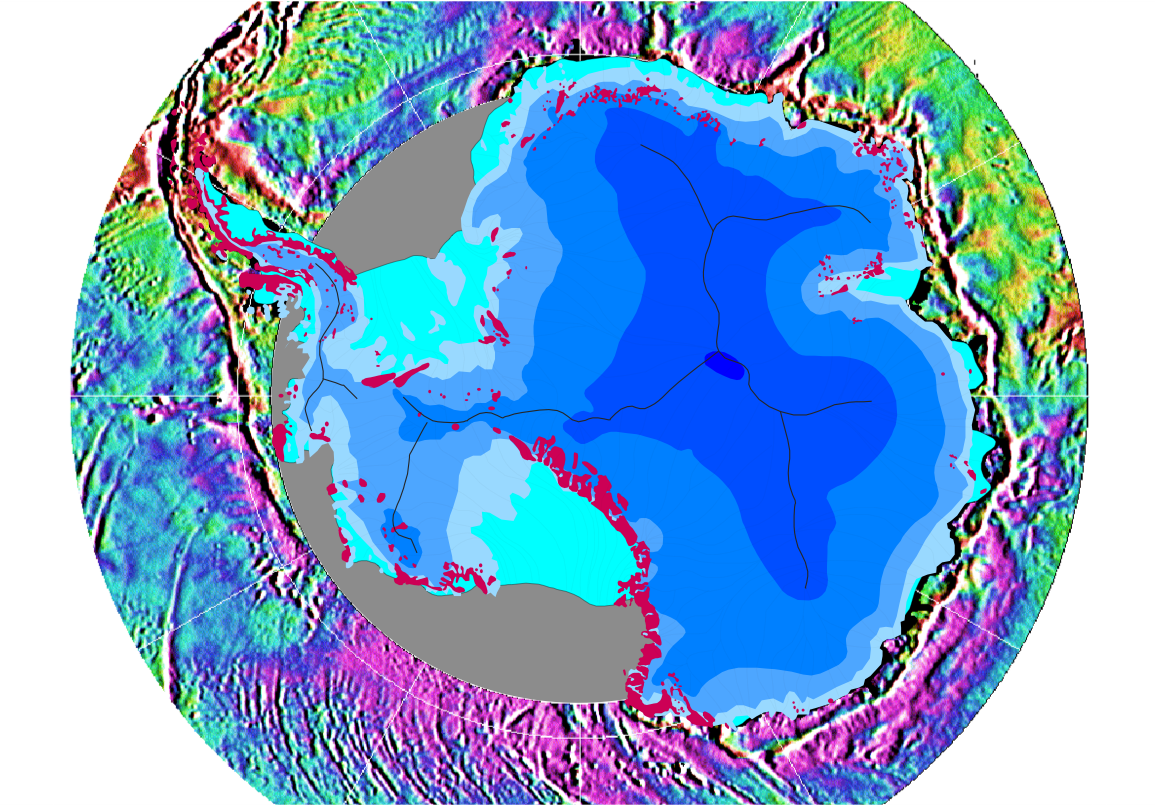
Różnice w natężeniu pola grawitacyjnego w obszarze Oceanu południowego

Grawimetria (łac. gravis – ciężki, gr. metréō – mierzę) – doświadczalna nauka o Ziemi badająca przyspieszenie ziemskie, czyli ziemskie pole grawitacyjne. Zaliczana do geofizyki lub do geodezji.
Nauka ta pozwala na podstawie anomalii pola grawitacyjnego określić różnice w budowie skorupy ziemskiej, wykryć złoża minerałów różniących się gęstością od otaczających skał itp. Urządzeniem, które mierzy anomalie ziemskiego pola grawitacyjnego jest grawimetr.